# Bartosz Nowicki
Bartosz Nowicki (ur. 26 lutego 1984 w Gryficach) – polski lekkoatleta, specjalizujący się w biegach średnich.
Karierę sportową zaczynał jako 14-latek w Ósemce Police, który to klub reprezentował do 2000 r.
Brązowy medalista halowych mistrzostw Europy w Paryżu na dystansie 1500 metrów. Złoty medalista juniorskich mistrzostw Europy oraz halowy rekordzista Polski w biegu na 1500 m. Absolwent Liceum Ogólnokształcącego im. Ignacego Łukasiewicza w Policach. W 2003 podjął studia na Wydziale Nauk Przyrodniczych Uniwersytetu Szczecińskiego. W 2011 uzyskał tytuł magistra.

## Kariera
Międzynarodową karierę zaczynał od zajęcia 6. miejsca w mistrzostwach świata juniorów młodszych w Debreczynie (2001). Dwa lata później zdobył złoty medal w biegu na 1500 m podczas czempionatu Europy w kategorii juniorów. Na 9. miejscu ukończył rywalizację w młodzieżowych mistrzostwach Starego Kontynentu w 2005. Podczas halowych mistrzostw Europy w 2011 roku w Paryżu zdobył brązowy medal. Reprezentant Polski w pucharze Europy, halowym pucharze Europy oraz drużynowym czempionacie Starego Kontynentu. 
Wielokrotny medalista mistrzostw Polski seniorów w biegu na 1500 m ma w dorobku trzy złote medale (Poznań 2007, Bydgoszcz 2011 i Bielsko-Biała 2012), dwa srebrne (Bydgoszcz 2004 i Szczecin 2014) oraz trzy brązowe (Szczecin 2008, Bydgoszcz 2009 i Bielsko-Biała 2010). Podczas czempionatu w 2010 zdobył swój jedyny medal – srebrny – w biegu na 5000 m, a w 2012 został wicemistrzem Polski w biegu przełajowym na 4 kilometry. W ciągu swojej kariery 5-krotnie stawał na podium halowego czempionatu Polski seniorów – wygrywał biegu na 1500 i 3000 m podczas zawodów w 2008, w 2011 był drugi na dystansie 1500 m, w 2012 zdobył srebro na 3000 metrów, a w 2013 zwyciężył w biegu na 800 metrów. Jako początkujący zawodnik zdobywał medale mistrzostw kraju w juniorskich kategoriach wiekowych. Swoimi sportowymi osiągnięciami oraz doświadczeniem eksperta wspiera akcję Pomoc Mierzona Kilometrami.

## Osiągnięcia
| Rok  | Impreza                                   | Miejsce        | Konkurencja            | Lokata      | Wynik   |
| ---- | ----------------------------------------- | -------------- | ---------------------- | ----------- | ------- |
| 2001 | Mistrzostwa świata juniorów młodszych     | Debreczyn      | bieg na 1500 m         | 6. miejsce  | 3:51,85 |
| 2003 | Mistrzostwa Europy juniorów               | Tampere        | bieg na 1500 m         | 1. miejsce  | 3:45,01 |
| 2003 | Mistrzostwa Europy w biegach przełajowych | Edynburg       | bieg juniorów (6,6 km) | 54. miejsce | 22:04   |
| 2005 | Młodzieżowe mistrzostwa Europy            | Erfurt         | bieg na 1500 m         | 9. miejsce  | 3:51,44 |
| 2007 | Superliga pucharu Europy                  | Monachium      | bieg na 3000 m         | 3. miejsce  | 8:02,47 |
| 2008 | Halowy puchar Europy                      | Moskwa         | bieg na 1500 m         | 3. miejsce  | 3:49,02 |
| 2008 | Superliga pucharu Europy                  | Annecy         | bieg na 1500 m         | 5. miejsce  | 3:43,00 |
| 2009 | Mistrzostwa świata wojska                 | Sofia          | bieg na 1500 m         | 8. miejsce  | 3:48,76 |
| 2010 | Superliga drużynowych mistrzostw Europy   | Bergen         | bieg na 3000 m         | 5. miejsce  | 8:20,16 |
| 2011 | Halowe mistrzostwa Europy                 | Paryż          | bieg na 1500 m         | 3. miejsce  | 3:41,48 |
| 2011 | Superliga drużynowych mistrzostw Europy   | Sztokholm      | bieg na 1500 m         | 5. miejsce  | 3:40,48 |
| 2011 | Światowe igrzyska wojskowych              | Rio de Janeiro | bieg na 1500 m         | 5. miejsce  | 3:44,32 |
| 2012 | Mistrzostwa Europy                        | Helsinki       | bieg na 1500 m         | 5. miejsce  | 3:46,69 |
| 2013 | Halowe mistrzostwa Europy                 | Göteborg       | bieg na 1500 m         | 7. miejsce  | 3:39,74 |

## Rekordy życiowe
Na stadionie
- bieg na 800 m – 1:46,81 s. (2007)
- bieg na 1500 m – 3:36,68 s. (13 czerwca 2011, Rehlingen) - 8. wynik w historii polskiej lekkoatletyki[3]
- bieg na 2000 m – 5:05,83 s. (2007)
- bieg na 3000 m – 7:57,99 s. (2010)

W hali
- bieg na 800 m – 1:47,42 s. (10 lutego 2008, Karlsruhe)
- bieg na 1500 m – 3:38,90 s. (2011) – były rekord Polski[4][5], 3. wynik w historii polskiej lekkoatletyki
- bieg na 3000 m – 8:05,67 s. (2008)